# Кабабир

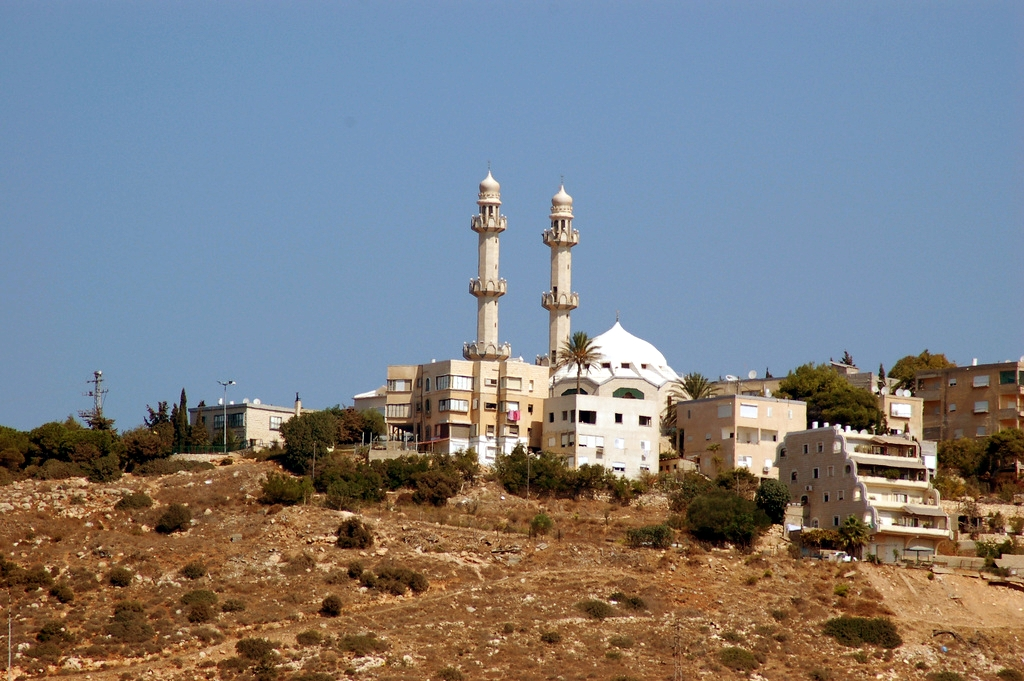
Вид Кабабира

Кабабир (араб. كبابير‎; ивр. כבאביר‎) — смешанный район евреев и ахмадитов в Хайфе, Израиль.

## История
Ахмадие была основана в XIX веке в Индии, и переселилась в Кабабир. Большинство семей, которые были вынуждены переселиться в Кабабир, были родом из села Наалин близ Иерусалима. Одна из крупнейших и наиболее известных семей является Семья Уда, члены этой семьи составляют примерно 1000 человек. Они построили первую мечеть микрорайона на горе Кармель в 1931 году, и Большую мечеть в 1980-х. Мечеть названа в честь второго халифа ахмадитов Мирзы Башируддин Махмуд Ахмада, сына основателя Ахмадие Мирзы Гулам Ахмада.
У Большой мечети есть два минарета, высота которых составляет 34 метра, и её хорошо видно со стороны торгового центра Кастра.
Eгипетский генерал Ибрагим-паша захватил Хайфу в 1839 году, но был вынужден сдать её Турции в 1840 году. В это время некоторые мужчины присоединились к турецкой армии, в то время как другие работали в нефтеперерабатывающем заводе в Хайфа или работали над строительством хайфского порта[значимость факта?].